# أوندينا فالا
أوندينا فالا (بالإيطالية: Ondina Valla)‏ (مواليد 20 مايو 1916 في بولونيا - 16 أكتوبر 2006)، هي لاعبة قوى إيطالية، وأول رياضية إيطالية تحصل على ميدالية ذهبية أولمبية. حيث فازت بمسابقة 80 متر حواجز في الألعاب الأولمبية الصيفية 1936 في برلين.

## أرقام قياسية
- 80 متر حواجز: 11.6 ( برلين، 5 أغسطس 1936)[1]

## روابط خارجية
- أوندينا فالا على موقع الاتحاد الدولي لألعاب القوى (الإنجليزية)
- أوندينا فالا على موقع الاتحاد الأوروبي لألعاب القوى (الإنجليزية)
- أوندينا فالا على موقع الاتحاد الإيطالي لألعاب القوى (الإيطالية)
- أوندينا فالا على موقع اللجنة الأولمبية الدولية (الإنجليزية)
- أوندينا فالا على موقع أوليمبيديا (الإنجليزية)
- أوندينا فالا على موقع اللجنة الأولمبية الإيطالية (الإيطالية)